# Kolonie (Biologie)

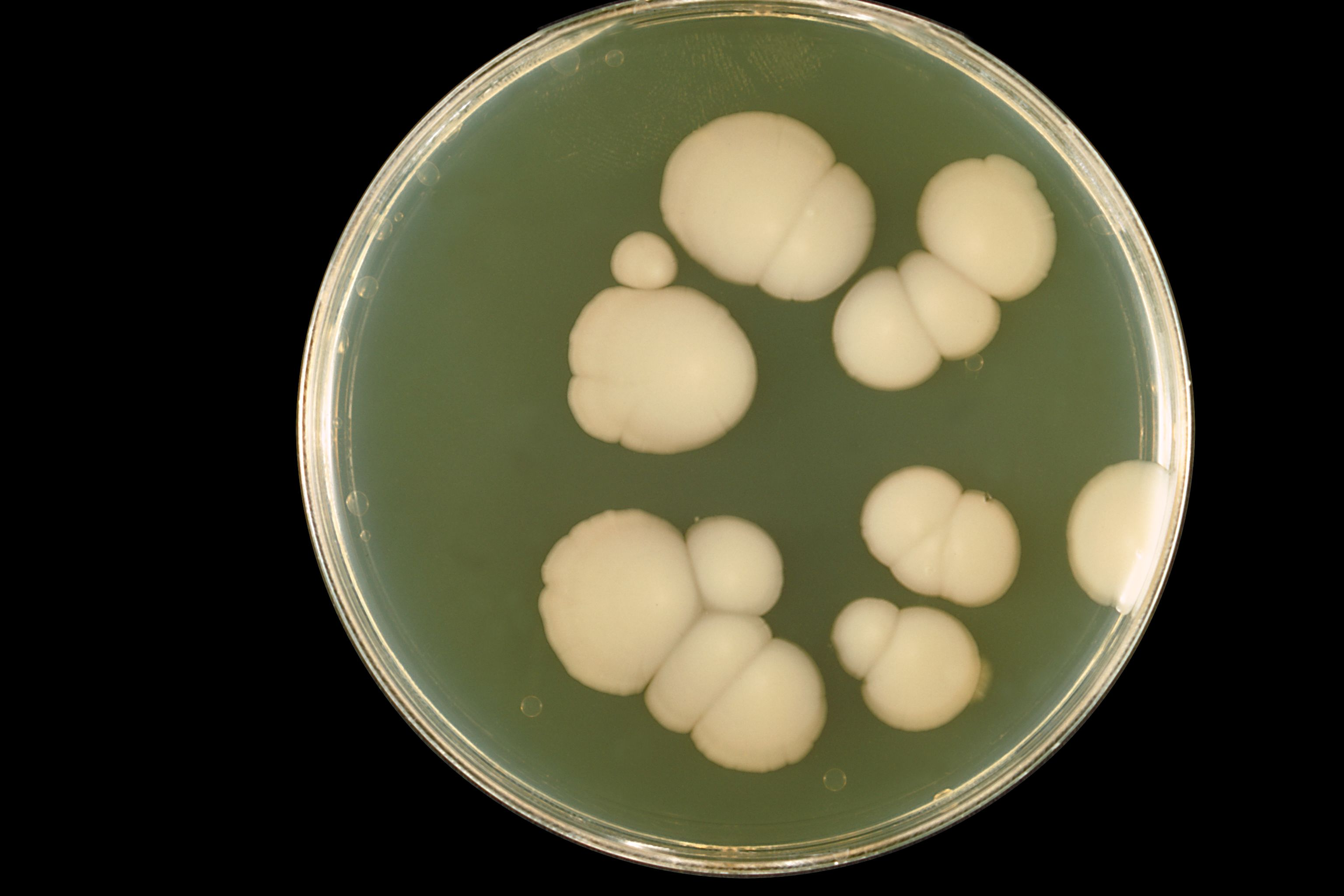
Kolonien von Candida albicans auf Sabouraud-Agar

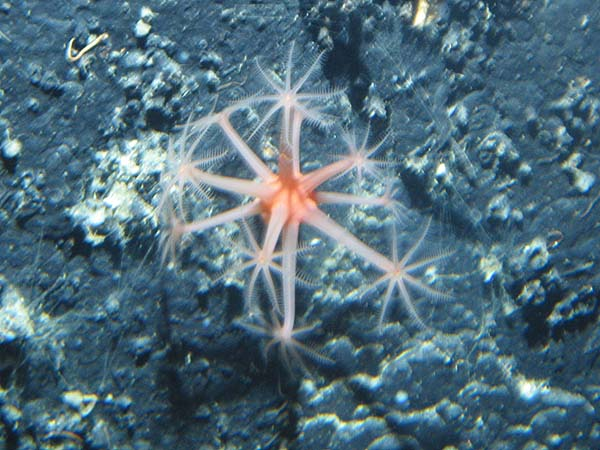
Junge Weichkorallen-Kolonie mit erst wenigen Polypen

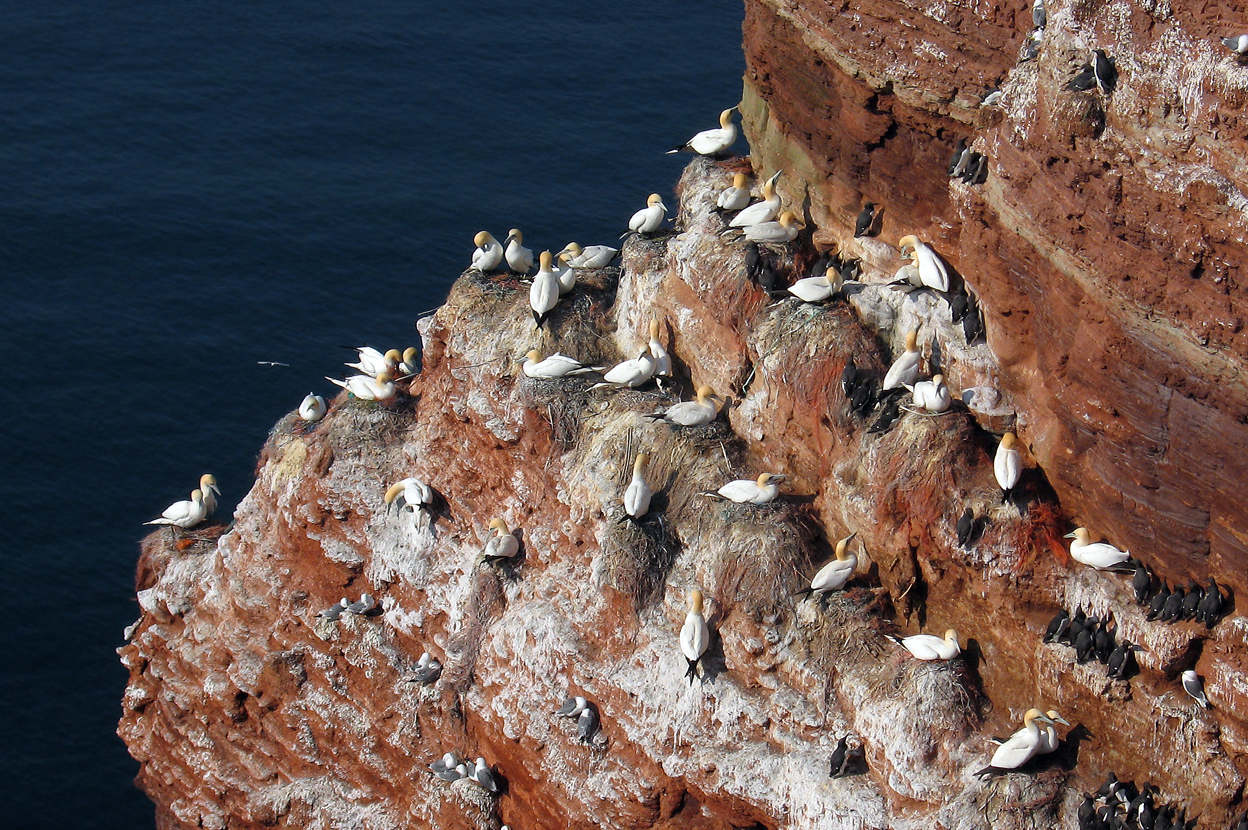
Basstölpel-Kolonie auf der Insel Helgoland

Als Kolonie bezeichnet man in der Zoologie und der Mikrobiologie eine Gruppe von Lebewesen, die in unmittelbarer Nähe zueinander leben und deren Siedlungsgebiet von anderen Siedlungsgebieten der gleichen Spezies räumlich getrennt ist. Zur Bildung von Kolonien (Kolonisation) kann es bei sehr verschiedenartigen Lebewesen kommen.

## Mikroorganismen
Durch fortgesetzte Zellteilung entstehen Anhäufungen von artgleichen Mikroorganismen, insbesondere bei Bakterien, die einen lockeren Zellverband bilden, sodass eine Kolonie entsteht und wächst (Zellkolonie). Diese Organisation noch undifferenzierter, in ihrer Funktion noch nicht spezialisierter Zellen wird als Vorstufe echter vielzelliger Organismen angesehen.

### Konsortien
Ähnliche Anhäufungen, an denen Mikroorganismen verschiedener Arten beteiligt sind, nennt man Konsortien.
Diese stellen eine besondere Form von (mutualistischer) Symbiose dar.

## Mehrzeller
Ein zusammenhängender Verband bei den Nesseltier-Kolonien, z. B. bei den Staatsquallen, Stein-, Okto- und Feuerkorallen, entsteht durch ungeschlechtliche Fortpflanzung (zum Beispiel mittels Knospung). Ähnliche Kolonien gibt es auch bei den Moostierchen, den Salpen und Seescheiden. Bei Rädertierchen bildet zum Beispiel die Art Conochilus hippocrepis Kolonien.
Gruppenbildung aus einer größeren Zahl artgleicher Einzeltiere, die zeitweilig oder dauernd auf relativ engem Raum zusammenleben; zum Beispiel Biberkolonien an Flussufern, Brutkolonien von Vögeln, zum Beispiel bei den Flamingos oder Pinguinen.

### Insekten
Eusoziale Insekten wie Ameisen, Termiten und viele Bienen sind mehrzellige Tiere, die in Kolonien mit einer hochorganisierten Sozialstruktur leben. Kolonien einiger sozialer Insekten, beispielsweise von Honigbienen, werden Superorganismus genannt.